# Wacław Roszkowski

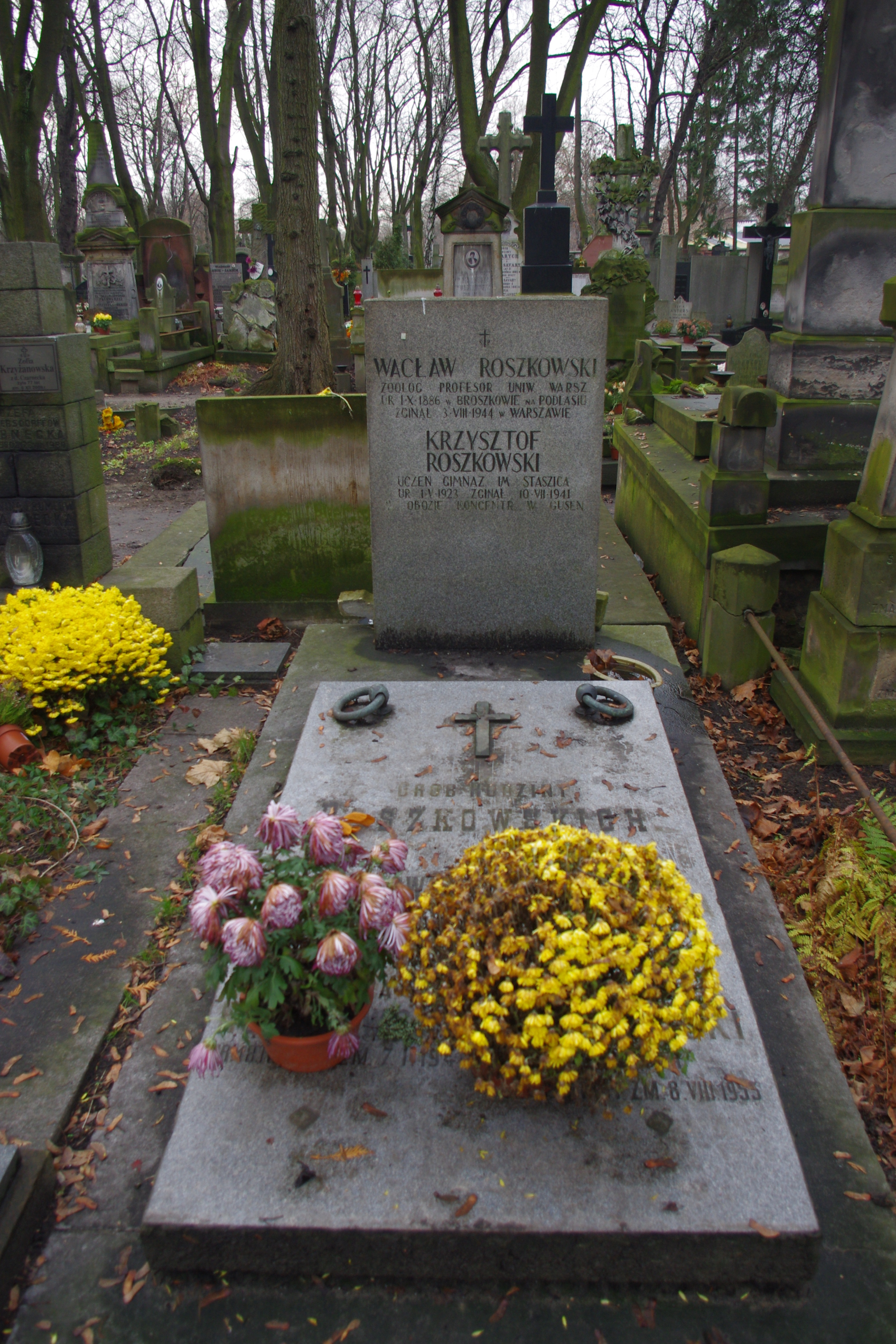
Grób zoologa Wacława Roszkowskiego na cmentarzu Powązkowskim w Warszawie

Wacław Andrzej Remigiusz Roszkowski (ur. 1 października 1886 w Broszkowie, zm. 3 sierpnia 1944 w Warszawie) – polski zoolog.

## Życiorys
Urodził się w rodzinie zarządcy folwarcznego Jana Roszkowskiego i jego żony Józefy z Sawickich. Po ukończeniu szkoły powszechnej wyjechał do Warszawy, gdzie uczył się w Gimnazjum Chrzanowskiego. Egzamin dojrzałości złożył w 1907, a następnie przeniósł się do Krakowa, gdzie rozpoczął studia przyrodnicze na Wydziale Filozoficznym Uniwersytetu Jagiellońskiego. Po ukończeniu pierwszego roku wyjechał do Fryburga i kontynuował naukę na Uniwersytecie Alberta Ludwika, po dwóch semestrach przeniósł się do Lozanny i tam studiował na Uniwersytecie. W 1913 przedstawił rozprawę "Contribution à l'étude des Limnées du lac Léman" i uzyskał tytuł doktora nauk przyrodniczych, jesienią tego samego roku powrócił na ziemie polskie i otrzymał etat asystenta w kierowanej przez Franciszka Staffa Doświadczalnej Stacji Rybackiej w Rudzie Malenieckiej. W następnym roku został asystentem Pracowni Zoologicznej Towarzystwa Naukowego Warszawskiego i prowadził prace badawcze w Ojcowie. Po wybuchu I wojny światowej przeniósł się do Warszawy, skąd udał się do Piotrogrodu w Rosji. Otrzymał etat pomocnika kustosza w Muzeum Zoologicznym Akademii Nauk, ale po krótkim czasie zmienił miejsce pracy na Psychoneurologiczny Instytut Katedry Biologii Ogólnej Akademii Nauk. Tam również pracował krótko, przeniósł się do Katedry Zoologii i Anatomii Porównawczej, gdzie prowadził badania naukowe nad kręgowcami. W międzyczasie odbył podróże badawcze do Stacji Biologicznej w Murmańsku (1915), na Krym (1916), a także do Japonii (1917). Do połowy 1918 był kustoszem działu bezkręgowców w Muzeum Kaukaskim w Tyfilisie (Tbilisi), a następnie opuścił Rosję i zamieszkał w Warszawie, gdzie otrzymał stanowisko asystenta w Pracowni Zoologicznej Towarzystwa Naukowego Warszawskiego. W październiku 1919 został starszym asystentem w kierowanej przez prof. Jana Tura Katedrze Anatomii Porównawczej Uniwersytetu Warszawskiego i pracował tam do 1922, a następnie został zastępcą profesora i powierzono mu kierowanie Zakładem Anatomii Opisowej Zwierząt Domowych Studium Weterynaryjnego UW. w 1925 przedstawił na Wydziale Filozoficznym rozprawę "Z badań nad otułką (Amphipeplae Nilss)" i uzyskał stopień doktora habilitowanego, powierzono mu wówczas prowadzenie wykładów zleconych z zoogeografii. W październiku 1925 został profesorem nadzwyczajnym UW, w 1927 kierowane przez niego Studium podniesiono do rangi samodzielnego wydziału. Od połowy 1929 do stycznia 1935 zajmował stanowisko dyrektora Państwowego Muzeum Zoologicznego oraz redaktora wydawnictw publikowanych przez muzeum. Brał udział w wyprawach badawczych do Egiptu /1930/, Brazylii /1931-1932/ oraz południowej Afryki. Od 1935 stał na czele Katedry Zoologii Systematyki i Morfologii na Wydziale Matematyczno-Przyrodniczym UW, od 1938 był dziekanem tego wydziału. 
Podczas II wojny światowej aktywnie uczestniczył w tajnym nauczaniu w Warszawie. Zginął podczas powstania warszawskiego, zamordowany przez Niemców wraz z kilkoma innymi profesorami UW zamieszkującymi tzw. Dom Profesorski przy ul. Nowy Zjazd 5. 
Pochowany na cmentarzu Powązkowskim w Warszawie (kwatera 57-1-25).

## Praca naukowa
Dorobek naukowy obejmuje 46 opracowań naukowych, 136 artykułów, felietonów i recenzji i 182 publikacje popularnonaukowe m.in. z malakologii i herpetologii. Zajmował się badaniem głównie mięczaków, dwadzieścia trzy prace (w tym doktorat) poświęcił błotniarkom (Lymnaeidae). W pracy habilitacyjnej opisał otułkę Amphipeplea Nilsson oraz dwie traktowały o ślimkach lądowych. Był autorem dwudziestu pięciu prac popularnonaukowych.

## Członkostwo
- Polskie Towarzystwo Przyrodników im. Kopernika;
- Polskie Towarzystwo Anatomiczno-Zoologiczne;
- Towarzystwo Naukowe Warszawskie – członek zwyczajny;
- Polskie Towarzystwo Zoologiczne – członek założyciel;
- Klub Wysokogórski Polskiego Towarzystwa Tatrzańskiego.